# Calzada Johor-Singapur
La Calzada Johor-Singapur (en malayo: Tambak Johor; en chino: 新柔长堤; en  inglés: Johor–Singapore Causeway) es una calzada de 1056 metros que une la ciudad de Johor Bahru en Malasia a través del Estrecho de Johor con la localidad de Woodlands en Singapur. Sirve como una carretera, conexión de ferrocarril y paso peatonal, así como permite el paso de las tuberías de agua en Singapur.
La calzada está conectado a las aduanas Gerbang Selatan Bersepadu. El nuevo puesto de control de la Calzada fue inaugurado el 16 de diciembre de 2008. 
La calzada lleva 60 000 vehículos en un día típico, con mucha congestión del tráfico en las vísperas de los días festivos.